# Mystery Dungeon: Shiren the Wanderer
Mystery Dungeon: Shiren the Wanderer, i Japan känt som Fushigi no Dungeon 2: Fūrai no Shiren (不思議のダンジョン２　風来のシレン?), är ett dungeon crawler-datorrollspel som utvecklades och gavs ut av Chunsoft till Super Famicom den 1 december 1995 i Japan.
Det porterades även till Game Boy under namnet Fūrai no Shiren GB: Tsukikage-mura no Kaibutsu, och gavs ut den 22 november 1996; den här versionen gavs även ut till Microsoft Windows två gånger, 1999 och 2002, och till Android 2011.
Spelet är den första delen i serien Shiren the Wanderer, som är en del av den större serien Mystery Dungeon.
En nyversion till Nintendo DS utvecklades av Chunsoft och gavs ut av Sega den 14 december 2006 i Japan. Den här versionen lokaliserades också för den engelskspråkiga marknaden av Sega, och gavs ut den 4 mars 2008 i Nordamerika och den 20 mars 2008 i Australien och Europa.

## Handling
Spelet utspelar sig i det feodala Japan, och handlar om en rōnin vid namn Shiren, som tillsammans med sin kompanjon, den talande vesslan Koppa, letar efter "den gyllene kondorens land".

## Fotnoter